# Gmina Eden (hrabstwo Clinton)

Położenie Gminy Eden w hrabstwie Clinton

Gmina Eden (ang. Eden Township) – gmina w USA, w stanie Iowa, w hrabstwie Clinton. Według danych z 2000 roku gmina miała 856 mieszkańców, a jej powierzchnia wynosi 92,28 km².